# 普拉奈斯
普拉奈斯（法語：Planaise，法語發音：[planɛz]）是法国萨瓦省的一个市镇，属于尚贝里区。

## 地理
普拉奈斯（45°30'12"N, 6°5'26"E）面积4.16 平方千米，位于法国奥弗涅-罗讷-阿尔卑斯大区萨瓦省，该省份为法国东部省份，历史上为薩伏依的一部分，北起上萨瓦省，西接伊泽尔省和安省，南部和东部与上阿尔卑斯省和意大利接壤。
与普拉奈斯接壤的市镇（或旧市镇、城区）包括：阿尔班、拉沙瓦讷、夸斯-圣让皮耶戈捷、滨湖圣埃莱娜。

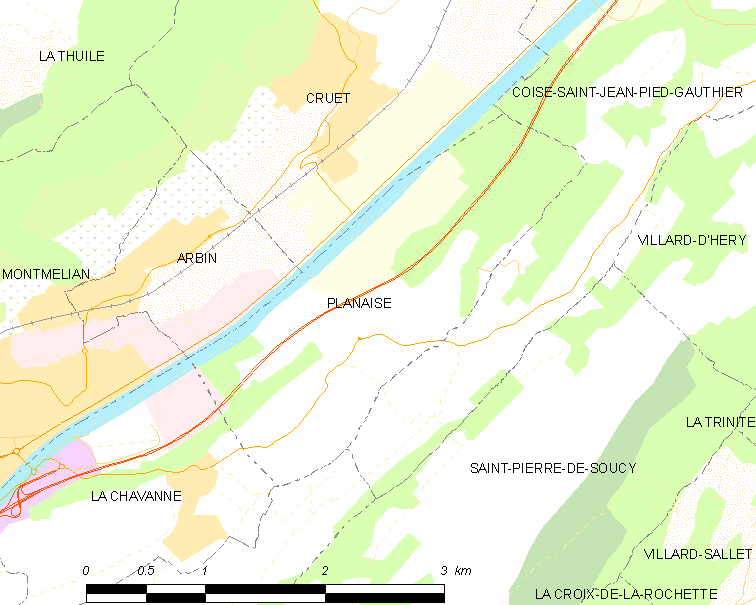
普拉奈斯的OSM定位图

普拉奈斯的时区为UTC+01:00、UTC+02:00（夏令时）。

## 行政
普拉奈斯的邮政编码为73800，INSEE市镇编码为73200。

## 政治
普拉奈斯所属的省级选区为蒙梅利扬县。

## 人口

1962-2008年间普拉奈斯人口变化图示

普拉奈斯于2022年1月1日时的人口数量为558人。